# Крејк (Саскачеван)
Крејк (енгл. Craik) је малено урбано насеље са статусом варошице у централном делу канадске провинције Саскачеван. Насеље се налази на раскрсници аутопута 11 и магистралог друма 643, на пола пута измешу највећег града Саскатуна (117 км) и административног центра провинције Реџајне (140 км). Око 26 км ка северу налази се варошица Дејвидсон.
На око 50 км западно од насеља је језеро Дифенбејкер, док је неких 40 км источније језеро Ласт Маунтин.

## Историја
Насеље Крејк се развило из железничке станице на железничкој линији између Реџајне и Саскатуна која је отворена 1890. године. Интензивније насељавање подручја започело је почетком 20. века, а већина становника била је британског порекла. Насеље је већ 1903. административно уређено као село, а 1907. и као варошица. 

## Демографија
Према резултатима пописа становништва из 2011. у варошици су живела 453 становника у 235 домаћинстава, што је за 11%више у односу на 408 житеља колико је регистровано 
приликом пописа 2006. године.
| 2011. |
| ----- |
| 453   |